# 李徵儀
李徵儀（1570年5月1日—1636年），字于來，號涵初，南直隶廣德州人。明朝政治人物。

## 生平
万历二十五年（1597年）丁酉科应天乡试舉人，二十九年（1601年）辛丑科进士，初令弋陽，調清江，解戶南税苦重費，乃立官解之法，盡革加派包匿諸弊。嘗築鍾家圈隄，護田萬餘頃。三十六年陞禮部主事，寻转江西道御史，奉敕阅视山海、居庸两关，再监大工，巡视皇城，四十三年巡按四川。又视长芦盐政，复改督顺天学政。天启三年坐内计，六年丙寅复起行人司司正，转尚宝司司丞。天启七年二月，削夺行人司正李徵仪，永不叙用，以首荐夏嘉遇也。崇禎時，屡荐不起，居林下十年，筑精舍于焦子湖中，名「闻思庵」。所著有《镜古录》、《信書》等行世。

## 家族
祖父李天植。父李熙英。